# Gråmaskad mestimalia
Gråmaskad mestimalia (Mixornis kelleyi) är en fågel i familjen timalior inom ordningen tättingar. Den förekommer i Indokina i Sydostasien. Arten minskar i antal, men beståndet anses vara livskraftigt.

## Utseende
Gråmaskad mestimalia är en 14 cm fågel, lik gråkindad mestimalia (Mixornis flavicollis) men större och ej överlappande i utbredning. Den har rostfärgad hjässa, brun ovansida och ljusgrått på ansiktet och sidan av halsen. Undertill är den ljusgul med svartaktiga spolstreck från haka till bröst.

## Utbredning och systematik
Fågelns utbredningsområde är skogar i södra Laos, centrala och södra Vietnam och Cochinchina. Den behandlas som monotypisk, det vill säga att den inte delas in i några underarter.

### Släktestillhörighet
Arten placerades tidigare i Macronus/Macronous (se artikeln om korrekt stavning). Studier visar dock att arterna urskilda i Mixornis står närmare Timalia.

## Levnadssätt
Arten hittas i nedre delarna av städsegrön lövskog, upp till 1165 meters höjd i Vietnam. Födan består troligen av insekter och vissa vegetabilier. Häckningstid ses den enstaka eller i par, resten av året i smågrupper, då ofta med andra fågelarter.

### Häckning
Fågeln häckar från februari till mars i Laos. Boet är en slarvig sfär byggd av torra bananblad och andra kvistar och löv. Det placeras tre till 15 meter upp i en bananplanta, klängväxt eller längst ut på en trädgren. Däri lägger den fyra ägg.

## Status och hot
Arten har ett litet utbredningsområde och tros minska i antal, dock inte tillräckligt kraftigt för att den ska betraktas som hotad. Internationella naturvårdsunionen IUCN kategoriserar därför arten som livskraftig (LC).

## Namn
Fågelns vetenskapliga artnamn hedrar William Vallandigham Kelley (1861–1932), en amerikansk filantrop sponsrat en expedition till Indokina 1929.